# لا لاتينا

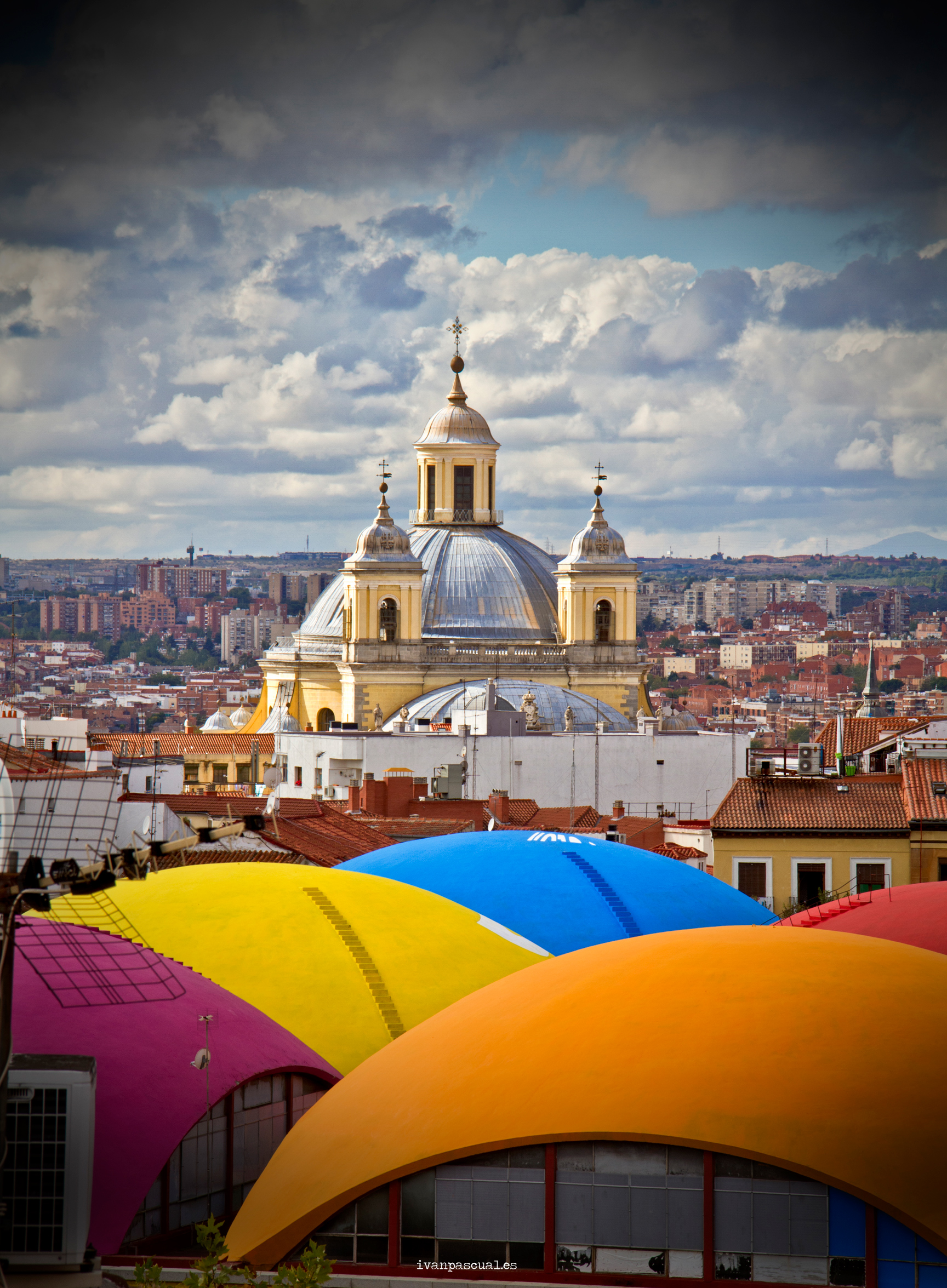

حي لا لاتينا (بالإسبانية: Barrio de La Latina)‏ هو حي يقع في وسط مدريد في إسبانيا. وهو يحتل مكانا من مدريد القديمة، ويحتوي القلعة الإسلامية داخل أسوار المدينة.